# Asesinato de Tony Timpa
El 10 de agosto de 2016, Anthony "Tony" Allen Timpa, un hombre blanco desarmado de 32 años, fue asesinado en Dallas, Texas, por el oficial de policía Dustin Dillard. Los oficiales respondieron a una llamada de Timpa solicitando ayuda por un colapso mental debido a que no había tomado su medicamento recetado para esquizofrenia y depresión. Dillard apoyó todo su peso corporal sobre Timpa por unos 14 minutos cuando este ya se encontraba en el suelo inmovilizado. Los otros oficiales ignoraron las súplicas de Timpa de que sentía dolor y tenía miedo de morir. La muerte de Timpa fue declarada homicidio debido al "estrés de estar inmovilizado y al esfuerzo físico extremo" y a los efectos tóxicos del consumo previo de cocaína.
No se han presentado cargos penales, pero la familia de Timpa presentó una demanda por muerte por negligencia. En 2021,un juez dictaminó que la demanda tenía mérito y podía ir a juicio. El juicio civil concluyó en septiembre de 2023 y el jurado otorgó al hijo de Timpa un millón de dólares.

## Contexto
Timpa era un ejecutivo de una empresa de camiones estadounidense. Era de Rockwall, Texas y tenía 32 años. Cuando llamó al 9-1-1 para pedir ayuda, le dijo al operador que tenía esquizofrenia y depresión, pero que no había tomado su medicación recetada.

## Incidente
Antes de que los oficiales llegaran, Timpa ya había sido esposado por un guardia de seguridad. Lo inmovilizaron en el suelo mientras se retorcía y gritaba repetidamente: "¡Me van a matar!". Cuando cayó inconsciente, los oficiales supusieron que se había quedado dormido y, en vez de tomarle el pulso o confirmar si respiraba, bromearon sobre despertarlo para ir a la escuela y prepararle el desayuno. Timpa estuvo tendido en el piso por casi 14 minutos. Sus piernas fueron atadas con bridas y uno de los oficiales mantuvo su rodilla presionada contra su espalda. Uno de los paramédicos que llegó al lugar, le administró el sedante Versed. Los socorristas comenzaron a entrar en pánico cuando cargaron el cuerpo de Timpa en una camilla, y uno de ellos exclamó: «Acaba de morir ahí abajo, ¿no?». Timpa murió 20 minutos después de la llegada de los agentes de policía debido a «cocaína y estrés asociado a la restricción física», según su autopsia.

## Procedimientos judiciales
Tomó más de tres años para que se publicaran las imágenes del incidente. Las imágenes contradecían las afirmaciones de la policía de Dallas de que Timpa fue agresivo. Los oficiales involucrados fueron el sargento Kevin Mansell y los oficiales Danny Vasquez y Dustin Dillard. Los cargos penales contra tres oficiales fueron retirados en marzo de 2019 y regresaron al servicio activo. Hubo una demanda civil por uso excesivo de fuerzapresentada contra los agentes pero en julio de 2020, el juez de distrito David C. Godbey la desestimó basándose en la inmunidad calificada.
El 15 de diciembre de 2021, el Tribunal de Apelaciones del Quinto Circuito emitió una decisión que revoca la decisión del tribunal de primera instancia. Esto le quitó la inmunidad calificada a los oficiales, lo que significa que la familia Timpa ganó el derecho a ir a juicio contra Dillard.
En septiembre de 2023, un jurado declaró a tres oficiales responsables de muerte por negligencia en el caso de Timpa. Por ello, le otorgaron a su hijo un millón de dólares. Dos jurados dijeron más tarde que lamentaban no haber pagado más a la familia de Timpa por daños y perjuicios.

## Reacciones
La muerte de Timpa cobró importancia en 2020 después del asesinato de George Floyd, quien murió de manera similar. Cuando Derek Chauvin fue condenado por el asesinato de Floyd, varios comentaristas hicieron comparaciones entre Floyd y Timpa. Ryan Mills, escribió en National Review, que "no hubo un escándalo nacional después de la muerte de Timpa. No hubo clamores nacionales por justicia y reforma. La ciudad de Dallas no le pagó ningún cantidad a la familia de Timpa". Mills también dijo que "hubo más presión comunitaria" en el caso de Floyd.